# Reserva natural Volcán Yalí
Reserva Natural Volcán Yalí, departamento de Jinotega es una reserva natural en Nicaragua. Es una de las 78 reservas que se encuentran bajo protección oficial en el país.
Se ubica en los municipios de San Sebastián de Yalí y San Rafael del Norte del departamento de Jinotega. El nombre de Cerros de Yalí se aplica a varias cumbres vecinas entre las que figuran el llamado "volcán" Yalí (1542 m s. n. m.), la montaña de Cuspire (1539 m s. n. m.), El Columpio o Zamaria (1675 m s. n. m.), Cerro Azul (1701 m s. n. m.), Laguna Verde (1605 m s. n. m.) y La Gloria (1524 m s. n. m.), que en conjunto forman un macizo compacto, inmediatamente al sur y este de la población de Yalí.
En la angostura entre el "volcán" Yalí y la montaña de Cuspire circula la carretera que une a los poblados de Yalí y San Rafael del Norte.
Fue declarado AP mediante Decreto # 42-91 Declaración de Áreas Protegidas en varios Cerros Macizos Montañosos, Volcanes y Lagunas del país, publicado en La Gaceta,  4 de noviembre de 1991 y tiene una extensión de 5,073 has.